# Chloroclystis fumipalpata
Chloroclystis fumipalpata är en fjärilsart som beskrevs av Felder 1875. Chloroclystis fumipalpata ingår i släktet Chloroclystis och familjen mätare. Inga underarter finns listade i Catalogue of Life.